# Киндлер, Гельмут
Гельмут Киндлер (нем. Helmut Kindler; 3 декабря 1912 года, Берлин, Германия — 15 сентября 2008 года, Кюснахт, Швейцария) — немецкий писатель и издатель, антифашист, член движения Сопротивления во время Второй мировой войны, член организации «Красная капелла».

## Биография
Гельмут Киндлер родился 3 декабря 1912 года в Берлине, в Германской империи. Окончив среднюю школу, в возрасте 16 лет он поступил в Театр Эрвина Пискатора на Наллендорплац. С 1929 по 1933 год работал помощником режиссёра в различных театрах в Берлине. Он был знаком с писателями — Бертольтом Брехтом, Альфредом Деблином, Германом Кестеном, актёрами — Гансом Швейкартом, Питером Лорре, Фрицем Кортнером, журналистами — Себастьяном Хаффнером и Теодором Вольфом.
В 1935 году через друга детства Ильзу Штёбе познакомился с журналистом Рудольфом Гернштадом. Выполнял поручения Коминтерна, вступил в подпольную организацию, вошедшую в историю под названием «Красная капелла».
В 1938 году был рекомендован Себастьяном Хаффнером на место редактора и главного корректора в издательство Ullstein Verlag, в котором издавал журнал «Фронт и дом». Будучи военным корреспондентом и редактором военной газеты в Варшаве, помогал польской группе движения сопротивления. Осенью 1943 года был арестован гестапо. Народный суд за отсутствием доказательств по обвинениям в государственной измене и пособничестве врагу, спустя полтора года после ареста, оправдал его. В интервью 1997 года Гельмут Киндлер заявил: «Я терпел свою работу только потому, что в качестве редактора был полезен Сопротивлению. Мой арест осенью 1943 года в Варшаве был связан с моей принадлежностью к европейской группе движения Сопротивления». Первое всестороннее исследование о группе движения Сопротивления, к которой принадлежал и Гельмут Киндлер, было подготовлено Симоной Ганнеманн (после длительной работы с архивом Роберта Гавеманна) в 2001 году.
После войны принимал активное участие в издание двух газет в Берлине — «Тагесшпигель» («Tagesspiegel») и «Берлинер Цайтунг» («Berliner Zeitung»). Романа «Мефисто» был опубликован им после переезда из Берлина в Мюнхен. Клаус Манн по этому поводу заметил с горечью: «Я не знаю, что меня поразило больше, скудность вашего ума или наивность, с которой вы смотрите на этот вопрос». С 1949 года был издателем журнала «Ревю» («Revue») в Мюнхене.
Весной 1951 года основал «Издательство Киндлер» и издал первую книгу из серии «Воспоминания» о Фердинанде Зауэрбрухе, которая разошлась 1,5 миллионым тиражом, став самым успешным проектом издательства. Продолжив издание биографий, дневников и энциклопедий, оно стало одним из крупнейших издательств в ФРГ. Авторами «Издательства Киндлера» были Вилли Брандт, Людвиг Маркузе, Фриц Кортнер, Вальтер Йенс, Роберт Юнгк, Альберт Швейцер, Ойген Когон («Государство СС») и Себастьян Хаффнер («Заметки о Гитлере»).
С 1956 года Гельмут Киндлер занимался изданием молодёжного журнала «Браво». В 1977 году «Издательство Киндлер» вошло в состав Издательской группы Георга фон Хольцбринк.
В 2003 году он был удостоен ордена За заслуги (I степени).
Гельмут Киндлер скончался 15 сентября 2008 года, в Кюснахт в Швейцарии.